# Żanat Nurtazina
Żanat Kapiezkyzy Nurtazina – kazachska judoczka.
Brązowa medalistka mistrzostw Azji w 1996 roku.